# Kala Bintang
Kala Bintang is een bestuurslaag in het regentschap Aceh Tengah van de provincie Atjeh, Indonesië. Kala Bintang telt 246 inwoners (volkstelling 2010).